# Herb gminy Dobroszyce
Herb gminy Dobroszyce – jeden z symboli gminy Dobroszyce, autorstwa Michała Marciniaka-Kożuchowskiego, ustanowiony 6 maja 2003.

## Wygląd i symbolika
Herb przedstawia na tarczy w polu czerwonym srebrną budowlę warowną (nawiązującą do pałacu w Dobroszycach), w bramie w złotym polu gałązka winorośli, a nad wszystkim złoty anioł. Jest to poprawiona wersja herbu Dobroszyc jako miasta. 